# ASV Feudenheim
Maillots
Dernière mise à jour : 6 avril 2011.
L’ASV Feudenheim est un club sportif allemand localisé dans le district du même nom à Mannheim dans le Bade-Württemberg.
Outre le Football, le club propose aussi des sections d’Arts martiaux, de Fitness et de Tennis.

## Histoire (football)

### FC Viktoria Feudenheim
Le club a ses racines parmi plusieurs anciens clubs locaux. Le FC Viktoria Feudenheim fut fondé en 1903. De 1911 à 1913, ce club fut à trois reprises vice-champion de la B-Klasse Neckarau, dont deux fois derrière le SV Waldhof Mannheim.
Lors de la première saison après la Première Guerre mondiale, le FC Viktoria joua dans la Odenwaldkreisliga, dont le vainqueur participait à l’époque au Süddeutsche Meisterschaft, la phase finale du championnat d’Allemagne du Sud.

### VfTuR Feudenheim
En 1920, le FC Viktoria Feudenheim s’associa avec le Turn-Verein Badenia 1889 Mannheim-Feudenheim pour former le Verein für Turn-und Rasensport Mannheim-Feudenheim en abrégé VfTuR Feudenheim qui deux ans plus tard joua la finale de la Odenwaldkreis Pokal mais s’inclina contre le Waldhof Mannheim.
En 1925, le club termina avant-dernier et descendit en Rheinbezirkliga.
En 1933, dès leur arrivée au pouvoir, les Nazis provoquèrent la dissolution de tous les clubs et associations d’obédience communiste et/ou socialiste. Ainsi disparut l’ATSV Mannheim-Feudenheim (fondé en 1887). En football, ce club avait participé deux fois au tour final national de l’ATSB. La plupart des joueurs de cette équipe rejoignirent le VfTuR.
Pendant la Seconde Guerre mondiale, en 1941, le VfTuR Feudenheim remporta le titre en Spielklasse 1 Unterbaden, Staffel 1. Le club gagna aussi le tour final qui s’ensuivit. Grâce à cela, le club monta en Gauliga Baden, une des seize ligues créées, à partir de 1933, sur les exigences des Nazis. 
Le VfTuR Feudenheim disputa les trois dernières saisons de cette ligue. En 1943, le club termina vice-champion derrière le VfR Mannheim.
En 1945, le club fut dissous par les Alliés, comme tous les clubs et associations allemands (voir Directive n°23).

### ASV Feudenheim
Peu après la fin de la guerre, d’anciens membres de l’ATSV Feudenheim et du VfTuR Feudenheim s’assicièrent et créèrent l’ASV Feudenheim qui joua son premier match dès le 15 sepbrembre 1945.
Alors qu’une Fussball Oberliga Süd était mise sur pied, l’ASV Feudenheim fut versé dans une ligue située juste en dessous, la Landesliga Nordbaden. Le club fut champion mais perdit lors du tour final contre le VfB Mühlburg.
En fin de saison 1950-1951, le club disputa le tour final et se qualifia pour la 2. Oberliga Süd. Il assura son maintien de justesse la première année mais fut relégué en 1953.
En 1963 et 1964, l’ASV Feudenheim joua le finale de la Badischer Pokal. En 1966, il remporta ce trophée. L’année suivante, il disputa une nouvelle fois la finale mais fut surtout champion de la 1. Amateurliga Nordbaden (3e niveau à l’époque). Dans le tour final pour la montée en Regionalliga Süd, il manqua un point au club pour être promu. En 1968, l’ASV remporta une nouvelle fois la Badischer Pokal.
Par la suite, le club connut moins de succès. En 1970, il fut relégué hors de la 1. Amateurliga Nordbaden. Une fusion avec le VfR Mannheim fut alors envisagée, mais la majorité des membres rejetèrent la proposition.
De 1973 à 1977, l’ASV Feudenheim rejoua en 1. Amateurliga Nordbaden. Relégué, le club ne fuit pas concerné par la création de l’Oberliga Baden-Württemberg au 3e niveau en 1978. Au contraire, au fil des saisons, il régressa dans la hiérarchie.
En 2010-2011, l’ASV Feudenheim évolue en Kreisliga Mannheim, soit au 8e niveau de la hiérarchie de la DFB.